# Nowojorski Komitet Wyborczy Solidarności
Nowojorski Komitet Wyborczy Solidarności – komitet powołany do życia w maju 1989 roku przez przebywających w tamtym czasie w Nowym Jorku ludzi „Solidarności”, na okres kampanii wyborczej przed wyborami parlamentarnymi w Polsce w 1989 roku do Sejmu i Senatu. Komitet postawił sobie za cel: zbiórkę pieniędzy na Fundusz Wyborczy Solidarności w kraju, prezentacje kandydatów „Solidarności” do Sejmu i Senatu oraz społeczną kontrolę przebiegu wyborów w aglomeracji nowojorskiej. 
Działalność w Nowojorskim Komitecie Wyborczym podjęli m.in.: Władysław Andreasik, Edward Fiałkowski (b. działacz „Solidarności” Ziemia olkuska), Barbara Jurewicz, Czesław Karkowski, Andrzej Krajewski (b. redaktor podziemnego CDN), Stanisław Kusiński (b. działacz ROPCiO oraz „Solidarności” Ziemia przemyska), Maria Kmicik-Lejman, Witold Łuczywo (twórca poligrafii korowskiego „Robotnika” oraz b. działacz „Solidarności” Region Mazowsze), Józef Ruszar (b. działacz Studenckiego Komitetu Solidarności w Krakowie), Piotr Stasiński (b. działacz „Solidarności” PAN, Celina Imielinska (informatyk), oraz redaktor podziemnego tygodnika „Wola”), Maria Zalewska i Tomasz Zalewski.
Z ramienia Komitetu Obywatelskiego „Solidarność”, mężami zaufania strony niezależnej w Nowym Jorku na okres wyborów, które w Stanach Zjednoczonych odbyły się 3 czerwca zostali: Edward Fiałkowski, Barbara Jurewicz, Maria Kmicik-Lejman, Andrzej Krajewski, Witold Łuczywo oraz Tomasz Zalewski.
Tego dnia w konsulacie PRL przy Madison Avenue na Manhattanie wzięło udział w głosowaniu 8,5 tysiąca ludzi, którzy masowo poparli kandydatów „Solidarności”.